# Каражон
Каражон (каз. Қаражон) — село в Сауранском районе Туркестанской области Казахстана. Входит в состав Сауранского сельского округа. Код КАТО — 512647300.

## Население
В 1999 году население села составляло 794 человека (381 мужчина и 413 женщин). По данным переписи 2009 года, в селе проживало 749 человек (372 мужчины и 377 женщин).